# Гнатюк Ніна Юхимівна
Ні́на Юхи́мівна Гнатю́к (нар. 18 березня 1947, Безводне) — українська поетеса, член НСПУ (1971).

## Освіта
Середню освіту здобула у с. Моївці Могилів-Подільського району. Закінчила філологічний факультет Вінницького педінституту (1974).

## Праця
Керувала літературним об'єднанням при газеті «Комсомольське плем'я», працювала у редакції ямпільської районної газети «Слово хлібороба», кореспондентом Вінницького обласного радіо, в Секретаріаті Верховної Ради, відповідальним секретарем НСПУ, вела на Українському радіо радіожурнал «Кобзар», програму «Шевченківські лауреати», трудилася у редакціях газет «Українська столиця», «Слово Просвіти». Від 2000 р. — заступник голови громадської організації «Вінницьке земляцтво у місті Києві».

## Творчість
Авторка збірок поезій «Пелюстка грому» (1966), «Прощання з березнем» (1972), «Посіяла жито» (1978), «Час колосіння» (1980), «Дякую долі» (1982), «Шовковиця» (1983), «Поки люблю і вірю» (1985), «Поміж небес і трав» (1998), «Вересневі багаття» (2007); книги вибраних статей «Ковток джерельної води» (2016).

У співавторстві з В. Рабенчуком — збірка нарисів «Одного колоса зерна» (1985).

|                | Віршам її притаманні велика людська жага жити і творити на землі, а також впевненість у невмирущості добрих справ, глибока віра у високі ідеали, прагнення весь хист душі віддати народові. |
| — Павло Тичина | |

|                       | Поезія Ніни Гнатюк відзначається проникливим ліризмом, схильністю до медитації, розкриває світовідчуття нашого сучасника, сповнена любові до України. Інтимна лірика поетеси передає складну гаму переживань закоханого жіночого серця. Метафоричність поетичного мислення поєднується в Гнатюк з ритмомелодикою народної пісні, зі зблисками іронії та самоіронії. |
| — Анатолій Подолинний | |

Виступає як перекладач, критик, і публіцист.

Упорядкувала низку антологій та альманахів: «Сто поетів Вінниччини за сто років» (спільно з А. Подолинним) (2003), «І в смерті з рідним краєм поріднюсь. Василь Стус і Вінниччина» (2011), «Дністрове гроно. Літературно-мистецька Ямпільщина» (разом з Т. Ковальським) (2015).

## Відзнаки
- Літературна премія імені Миколи Трублаїні (1968)
- Республіканська премія імені Миколи Островського (1978)
- Колгоспна премія імені Двічі Героя Соціалістичної праці Пилипа Желюка
- Літературна премія імені Тараса Мельничука (2000)
- Літературна премія імені Павла Тичини (2003)
- Премія імені Дмитра Нитченка (2004)
- Всеукраїнська літературна премія імені Михайла Коцюбинського (2008).
- Орден «За заслуги» ІІІ ступеня.
- Орден «За заслуги» ІІ ступеня (2007).
- Почесна відзнака «За заслуги перед Вінниччиною» (2014).[4]
- Літературно-мистецька премія імені Володимира Забаштанського (2019)[5]